# Гейсен, Марникс
Барон Марникс Гейсен настоящее имя и фамилия Ян Алберт Горис (нидерл. Marnix Gijsen; 20 октября 1899, Антверпен — 29 сентября 1984, Любек) — бельгийский писатель
, поэт, общественных деятель. Писал на фламандском языке.
Участник фламандского национального движения. В первых его стихах сочетаются религиозные мотивы с идеями античной философии (сборник экспрессионистских стихов «Дом», 1925). В основе романа «Книга Иоахима Вавилонского» (1948) — мистическая концепция о духовной связи современного человека с цивилизацией Древнего Вавилона. В романах «Телемак в деревне» (1948), «Человек послезавтрашнего дня» (1949), «Добро и зло» (1951), «Кошка на дереве» (1953), «Хармагедон» (1965) показывает изнанку буржуазной культуры.
Автор книги «Литература Южных Нидерландов с 1830» (4 изд., 1951).
В 1974 году был награждён Нидерландской литературной премией.